# Elduvík község
Elduvík község (feröeriül: Elduvíkar kommuna) egy megszűnt község Feröeren. Eysturoy északkeleti részén feküdt.

## Történelem
A község 1948-ban jött létre Oyndarfjørður községből kiválva.
2005. január 1-jétől Runavík község része lett.

## Önkormányzat és közigazgatás

### Települések
| Település       | Mióta a község része | Előző község         | Meddig a község része | Következő község | Megjegyzés |
| --------------- | -------------------- | -------------------- | --------------------- | ---------------- | ---------- |
| Elduvík         | 1948                 | Oyndarfjørður község | 2004. december 31.    | Runavík község   |            |
| Funningsfjørður | 1948                 | Oyndarfjørður község | 2004. december 31.    | Runavík község   |            |

## Népesség
| Év              | Lakosság |
| --------------- | -------- |
| 1986. január 1. | 135      |
| 1991. január 1. | 108      |
| 1996. január 1. | 83       |
| 2001. január 1. | 98       |